# Leurotrigona
Leurotrigona é um gênero de abelha sem ferrão presente em parte dos países da América do sul, nos países mais ao norte do continente, incluindo a parte norte do Brasil. Existem por volta de 500 espécies de abelhas sem ferrão no mundo catalogadas em diversos gêneros diferentes. Muitas espécies ainda não foram descobertas e outras estão passando por revisões para reenquadrá-las como novas espécies ou pertencentes a outros gêneros.
Existem até o momento 4 espécies de Leurotrigona catalogadas, são elas:
| Gênero       | Espécie               | Nome popular (se tiver) |
| Leurotrigona | Leurotrigona gracilis | Leurotrigona gracilis   |
| Leurotrigona | Leurotrigona muelleri | mirim, lambe-olhos      |
| Leurotrigona | Leurotrigona pusilla  | lábios-de-morena        |
| Leurotrigona | Leurotrigona crispula | Leurotrigona crispula   |